# Christoph Kroh

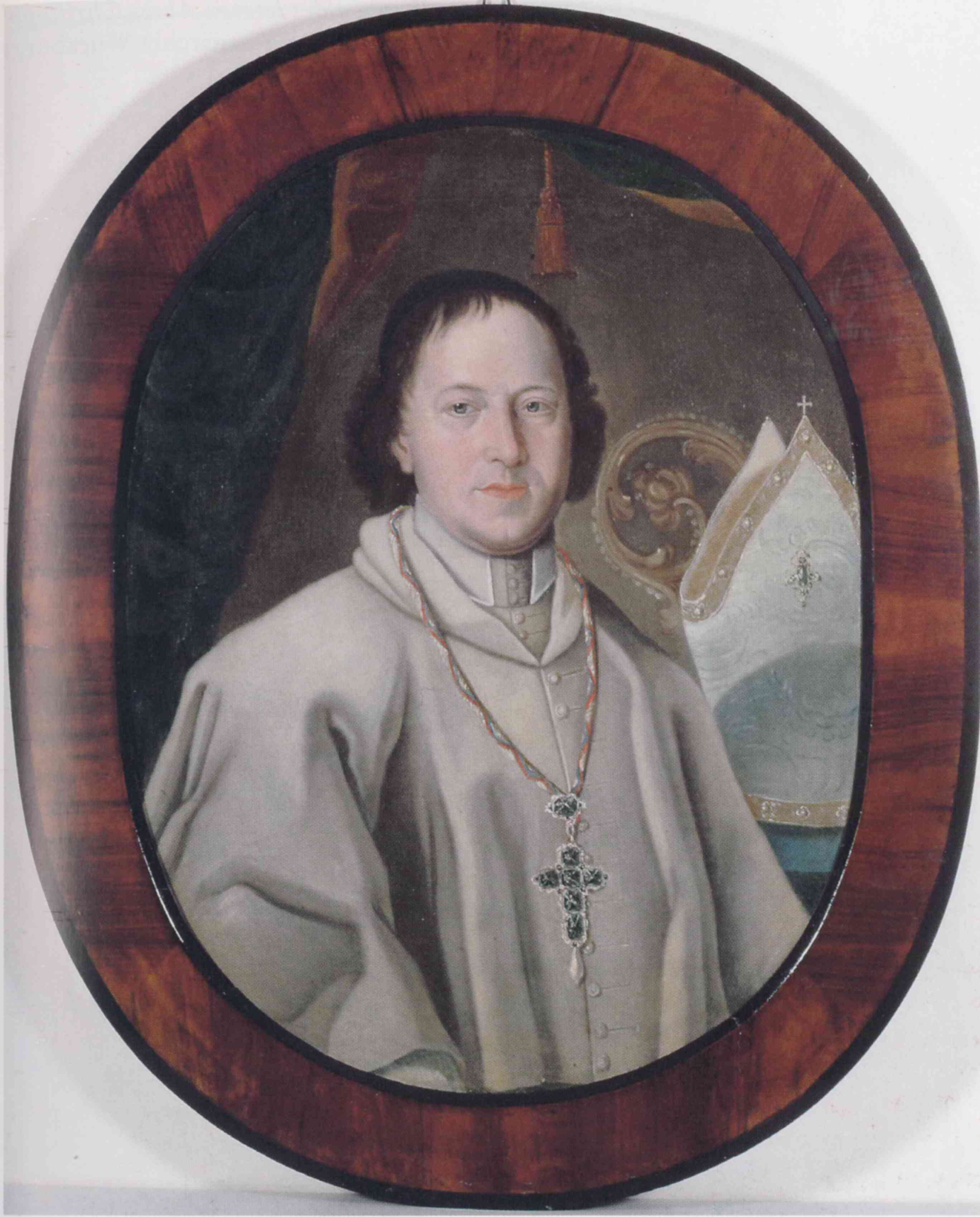
Der Abt Christoph Kroh, Johann Christoph Fesel (1786)

Christoph Kroh (* 8. Juni 1735 in Würzburg; † 31. Mai 1812 ebenda) war von 1785 bis 1803 letzter Abt des Prämonstratenserklosters Oberzell in Zell am Main vor der Säkularisation.

## Oberzell vor Kroh
Das Kloster Oberzell erlebte unter den Vorgängern des Christoph Kroh eine neue Blüte, nachdem in den Jahrhunderten zuvor die häufigen kriegerischen Auseinandersetzungen für einen stetigen Abstieg der Abtei gesorgt hatten. Unter dem Vorvorgänger Krohs, Abt Georg Fasel, begann man die Oberzeller Klostergebäude zu modernisieren und im Stil des Barock neu zu errichten. Der direkte Vorgänger Oswald Loschert konnte sogar den Würzburger Hofbaumeister Balthasar Neumann als Baumeister verpflichten.
Gleichzeitig erlebte auch das Würzburger Studienhaus der Abtei einen Aufstieg. Die Abtei brachte mehrere Mathematiker, Rhetoriker und Naturwissenschaftler hervor. Dieser Entwicklung entgegengesetzt ereignete sich im Umfeld von Oberzell und dessen Tochterkloster Unterzell der letzte Hexenprozess in Franken, der 1749 mit der Hinrichtung der Maria Renata Singer von Mossau endete. In den Jahren 1759 bis 1761 geriet die Bautätigkeit ins Stocken, weil nun fremde Soldaten im Siebenjährigen Krieg die Abtei heimsuchten.

## Leben
Christoph Kroh wurde am 8. Juni 1735 in der Metropole des Hochstifts, Würzburg, geboren. Über die Familie des späteren Abtes ist nichts bekannt. Ebenso wurde die Ausbildung des Christoph Kroh nicht überliefert, wahrscheinlich besuchte er die Universität Würzburg. Im Jahr 1755 trat er, relativ spät, in die Abtei Oberzell ein. Am 7. Juni 1759 wurde er zum Priester geweiht, zwei Tage später, am 9. Juni, legte Kroh seine Profess ab.
Nun schweigen die Quellen eine Zeitlang über den jungen Priester. Erst im Jahr 1771 ist er wieder fassbar. Inzwischen war er zum Pfarrer in der Kreuzkirche in Gerlachsheim aufgestiegen. Nach dem Tod des Abtes Oswald Loschert am 27. August 1785 musste der Konvent einen Nachfolger wählen. Im dritten Wahlgang ging Christoph Kroh am 27. September desselben Jahres als Abt aus dieser Wahl hervor. Insgesamt waren 53 Patres aus Oberzell und Gerlachsheim zur Wahl aufgerufen.
Als Abt trieb Christoph die barocke Erneuerung der Abtei voran. Allerdings hatten seine Vorgänger bereits die meisten eigentlichen Klostergebäude modernisiert. Allerdings entstand nun um 1790 die Untere Mühle des Klosters auf dem Gelände neu. Sechs Jahre später, 1796, erreichten französische Soldaten unter Jean-Baptiste Jourdan Franken und belegten die Abtei Oberzell mit hohen Kontributionen. Weitere Bauten konnten auch deshalb nicht mehr realisiert werden.
Die Revolutionskriege suchten Würzburg auch im Jahr 1800 heim. Diesmal lag die stadtnahe Abtei sogar in der Kampflinie. In den letzten Jahren der Abtei wurde auch die Förderung des Nachwuchses vernachlässigt, und Oberzell brachte keinen Wissenschaftler mehr hervor. Im September 1802 besetzte Kurpfalz-Bayern die Stadt Würzburg. Bereits am 4. Dezember 1802 entsandten die Besatzer den Hofrat Kammerzell, der dem Konvent das bayerische Besitzergreifungspatent zu verlesen hatte.
Die Mönche mussten außerdem dem bayerischen Fürsten den Treueid schwören. Die Kasse des Klosters wurde versiegelt. Die Novizen im Kloster wurden umgehend entlassen, und ein Brief von Abt Kroh an das Landeskommissariat, in dem er die Weiterbeschäftigung der jungen Männer forderte, wurde negativ beschieden. Im März 1803 erhielt das Kloster Gallus Nickels als neuen Administrator vorgesetzt. Wiederum versuchte Abt Kroh brieflich die drohende Aufhebung der Abtei zu verhindern.
Am 3. Mai 1803 wurden die Konventualen des Klosters in Pension geschickt und die Abtei endgültig aufgelöst. Der emeritierte Abt Christoph Kroh erhielt drei Gulden täglich, durfte seine Privatmöbel behalten, weiterhin eine Kutsche nutzen, und ihm wurde gestattet, die Pontifikalien ein Leben lang zu tragen. Kroh zog in seine Geburtsstadt Würzburg und verstarb hier am 31. Mai 1812. Er wurde in der Kirche St. Gertraud in der Pleich ausgesegnet.

## Wappen

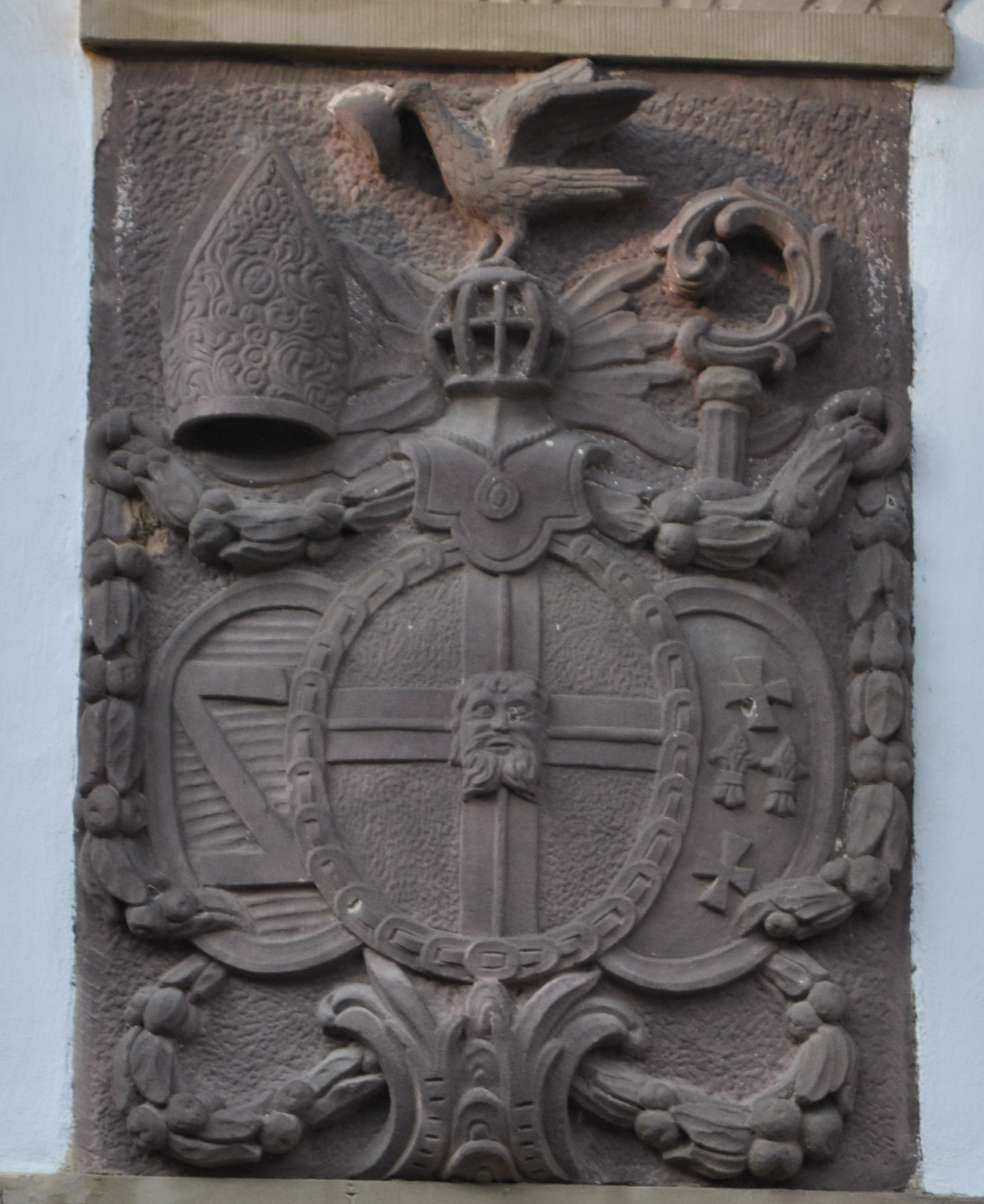
Das Wappen des Abtes an der Mühle

Das persönliche Wappen hat sich aufgrund der Bautätigkeiten des Abtes auf dem Gebiet des Klosters mehrfach überliefert. Beschreibung: Ein Leistenkreuz, darauf der Kopf des heiligen Maurus. Die Helmzier verweist auf den Nachnamen des Abtes und wird mit einer Krähe mit einem halben Brot im Schnabel dargestellt. Die Tingierung ist unklar. Das Wappen findet sich, gemehrt durch das Wappen von Oberzell und Gerlachsheim, an der Unteren Klostermühle. Außerdem hat es sich im Stiegenhaus der Abtei überliefert.